# Marmosops pakaraimae
Marmosops pakaraimae — вид ссавців з родини опосумових (Didelphidae). Живе на висоті від 800 до 1500 м над рівнем моря в Гаяні та Венесуелі. Його природне середовище існування — передгірські або гірські вічнозелені первинні ліси. Йому загрожує перетворення навколишнього середовища на сільськогосподарські поля та пасовища.